# Skif

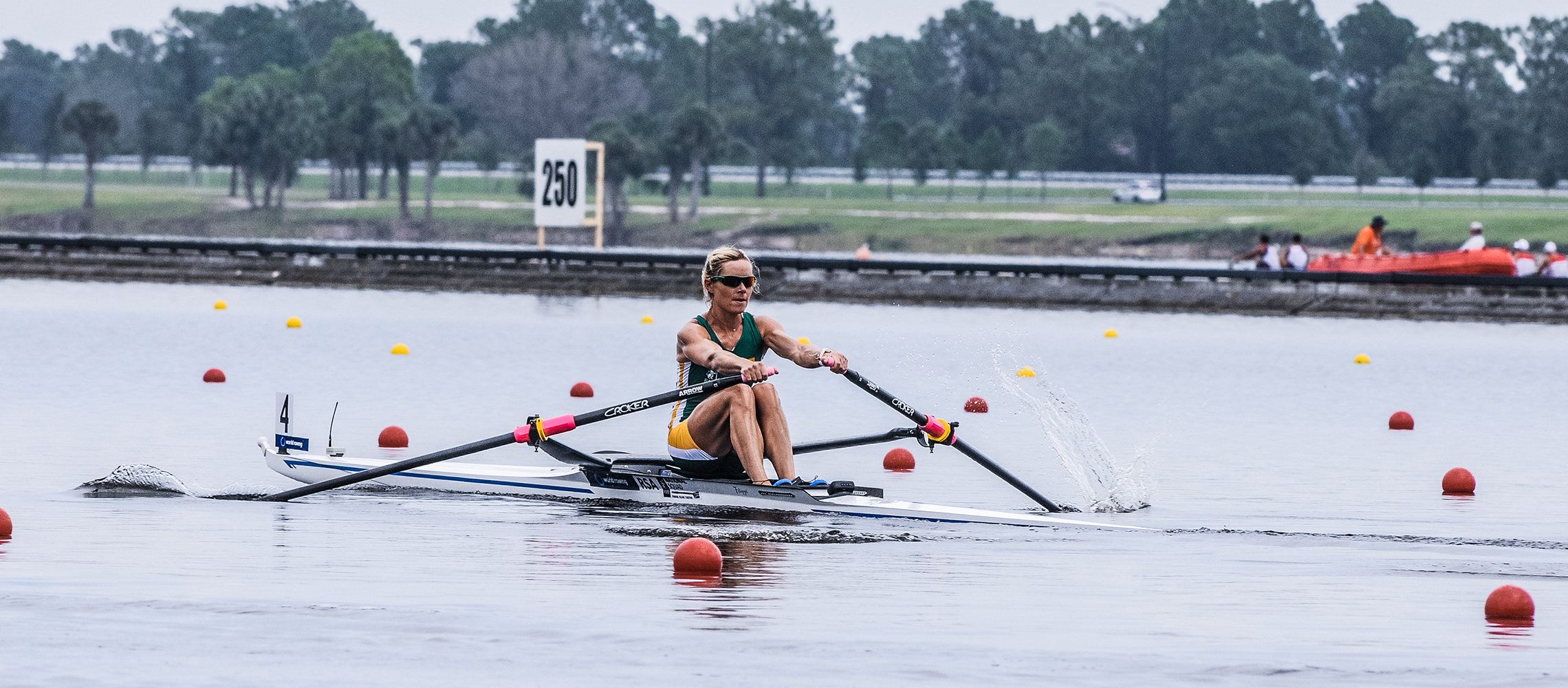
Skifařka na závodech

Skif je závodní sportovní loď zkonstruovaná pro rychlostní závody ve veslování jednotlivců. Z tohoto důvodu je tento typ veslařské lodě opatřen vždy jedním párem vesel. Podobná loď určená pro dva párové veslaře se nazývá dvojskif, loď určená pro čtyři párové veslaře (párovka) se běžně nazývá párová čtyřka. Jedná se tedy o loď, jež se od lodí nepárových disciplín liší tím, že každý závodník-veslař má právě jeden pár vesel.
Skify se liší vahou a konstrukcí. Každý skif (kromě těch sériově vyráběných) má své vlastní parametry (na jakou váhu a výšku je stavěný, jak je široký a také jak je těžký) Průměrná délka je 8,2metru. Minimální váha lodi je 14kg.
Skif se skládá z několika částí: vana lodi, borty, kolejničky, slide, křídlo nebo krákorce, vlnolam, nohavky, stojánek na číslo a při závodech i číslo.
Na krákorcích se nachází havlinky, do kterých se připevňují vesla pokaždé, když loď jede na vodě.
- Ženy i muži závodí ve dvou váhových kategoriích – lehké váhy (značeno L) a těžké váhy.
- Váhové limity pro lehké váhy:
- Muži – max. váha jednoho veslaře 72,5.
- Ženy – max. váha jedné veslařky je 59 kg.

## SKIF - ženy (W1X, LW1X) a muži (M1X, LM1X)
Počet veslařů: 1
Průměrná délka lodi: 8,2 m
Minimální váha lodi: 14 kg

## Nalézání do lodi
Vždy, když chce veslař jít na trénink (nebo popřípadě na závody) vynese si loď z loděnice, položí ji na vodu a upevní vesla do havlinek. Pak si sedne do lodi na slajd (jezdící sedátko, které se pohybuje po kolejničkách), zasune vesla do havlinek a odstrčí se od plata. Na vodě si veslař připevní nohy do nohavek a může začít veslovat.

## Přeprava lodí
Při převozech lodí se používá speciálně upravený vlek, na kterém jsou upevněny gumové pásy, které chrání lodě před poškozením (poškrábáním). Lodě se upoutávají popruhy, aby při dopravě nevypadly z vleku.

## Hlavní výrobci
- Empacher
- Filippi
- Fluidesign
- Swift Racing
- Vespoli
- Win tech

## Známí čeští skifaři a skifařky
- Václav Kozák
- Václav Chalupa
- Ondřej Synek
- Miroslava Knapková
- Michal Plocek